# Lillsjögölen
Lillsjögölen är en sjö i Emmaboda kommun i Småland och ingår i Nättrabyåns huvudavrinningsområde.